# Longyang
Longyang léase Long-Yáng (en chino:隆阳区, pinyin:Lóngyáng qū) es un distrito urbano bajo la administración directa de la ciudad-prefectura de Baoshan. Se ubica al este de la provincia de Yunnan, sur de la República Popular China. Su área es de 5011 km² y su población total para 2010 fue +900 mil habitantes.

## Administración
El distrito de Longyang se divide en 21 pueblos que se administran en 6 subdistritos, 5 poblados, 6 villas, 4 villas étnicas y 2 distritos condales.